# New Zealand Cross (1999)
La New Zealand Cross è la più alta onorificenza della Nuova Zelanda per il coraggio dimostrato non di fronte al nemico.

## Storia
L'onorificenza è stata istituita dal Royal Warrant il 20 settembre 1999, come parte dei provvedimenti volti a sostituire le decorazioni al coraggio britanniche con quelle nazionali. La medaglia, che può essere assegnata postuma, è concessa in riconoscimento di "atti di grande coraggio in situazioni di estremo pericolo". La medaglia è principalmente un'onorificenza civile ma può essere assegnata ai membri delle forze armate che abbiano compiuto atti di coraggio in circostanze non operative (dato che i premi al coraggio della Nuova Zelanda possono essere assegnati solo durante il servizio operativo bellico e para-bellico, incluse le operazioni per il mantenimento della pace). A chi ha il diritto di ricevere una seconda volta tale onorificenze viene consegnata una barretta da mettere sul nastro. I destinatari hanno il diritto di utilizzare il post-nominale NZC. Questa medaglia ha sostituito la George Cross. Il design di questa decorazione si basa sull'originale New Zealand Cross del 1869 anche se ha il nastro di colore blu per differenziarla dalla Victoria Cross.

## Insegne
La New Zealand Cross ha un aspetto simile all'originale New Zealand Cross del 1869. La decorazione è una croce in argento alta 52 millimetri e larga 38 millimetri, con una stella d'oro a sei punte su ciascun braccio. Al centro, all'interno di una corona di felce d'oro, vi sono le parole "New Zealand". La croce è sormontata da una corona di sant'Edoardo d'oro attaccata da un anello e da una "V" sospesa a una barretta decorata con foglie di felce d'oro, attraverso cui passa il nastro. Sul retro vi è la scritta "FOR BRAVERY - MO TE MAIA".

## Insigniti
Jacinda Margaret Amey
Il 24 aprile 1992 la sig.ra Amey era una dei cinque membri di un team di servizio meteorologico, di stanza nell'isola sub-antartica di Campbell, che stava facendo snorkeling quando uno di loro, il signor Mike Fraser, fu attaccato da uno squalo, ritenuto un bianco puntatore. Gli altri nuotatori, a parte la signora Amey, nuotarono fino a riva. La signora Amey attese che lo squalo si allontanasse dal signor Fraser e poi andò in suo aiuto e lo trascinò a riva. Il signor Fraser aveva perso l'avambraccio destro e l'avambraccio sinistro era gravemente lacerato e sembrava rotto. Stava avendo problemi di respirazione e aveva bisogno di cure mediche urgenti. Dopo averlo portato a riva, la sig.ra Amey si unì al resto della squadra nel fare ciò che potevano per il sig. Fraser fino a che non fosse stato portato in Nuova Zelanda. La signora Amey ha mostrato grande coraggio con totale disprezzo per la propria sicurezza nell'andare in soccorso al sig. Fraser.
Reginald John Dixon
Il 9 giugno 1995, Dixon, 47 anni, e sua moglie, erano passeggeri del volo Ansett New Zealand 703 quando l'aereo si schiantò nei Tararua Ranges, vicino a Palmerston North. Il sig. Dixon fuggì dal relitto con le fratture. Tuttavia, nonostante le sue ferite, tornò sull'aereo per aiutare altri passeggeri intrappolati tra i rottami. Come risultato di questa azione disinteressata, rimase gravemente ustionato quando vi un'esplosione sull'ala sinistra del velivolo, vicino a un buco nella fusoliera da cui stava aiutando i passeggeri a fuggire. Fu ricoverato in ospedale e sottoposto a chirurgia e innesti cutanei. Il sig. Dixon rimase in coma e, sebbene abbia avuto qualche miglioramento iniziale, le sue condizioni poi peggiorarono e morì due settimane dopo. È la quarta vittima dello schianto. La situazione in cui si trovava il signor Dixon era estremamente pericolosa e mostrò grande coraggio nel tornare all'aereo, anche se ferito, per aiutare altri passeggeri, cosa che successivamente lo portò alla perdita della propria vita. Il suo coraggio indubitabilmente assicurò che la perdita di vite non fosse più grande.